# TY.O
TY.O é o terceiro álbum de estúdio do cantor inglês Taio Cruz, lançado em 2 de dezembro de 2011 na Alemanha pela gravadora Island Records. "Hangover" é o single de avanço do disco com estreia em 04 de outubro de 2011 disponível para download digital na iTunes Store. Seu segundo single "Troublemaker" foi lançado em 5 de agosto de 2011 na França. "There She Goes" será lançado como terceiro single do álbum. O álbum foi originalmente intitulado Troublemaker, mas foi rebatizado, após Taio expressar seu aborrecimento com as pessoas constantemente pela pronuncia de seu nome errado.

## Desenvolvimento
Cruz começou a gravar o álbum no final de 2010, onde ele rumores de que ele iria explorar outros gêneros musicais para o álbum, incluindo Dubstep e Rock. Em Março de 2011, Cruz estreou uma nova canção, intitulada "Telling the World", que foi escrito por Cruz e Alan Kasiyre para a trilha sonora do filme Rio. Em 23 de maio de 2011, Cruz recebeu seu primeiro prêmio Billboard nos Estados Unidos e anunciou ao vivo no palco que seu terceiro álbum seria lançado no quarto trimestre de 2011 e seria intitulado Black and Leather (Preto e couro).
Em junho de 2011, Cruz lançou um single colaborativo, "Little Bad Girl", com o DJ francês David Guetta e o rapper Ludacris. A canção alcançou o topo das paradas de singles em todo o mundo. Durante julho e agosto de 2011, uma série de músicas inéditas, gravadas durante as sessões do álbum, vazaram para o YouTube. Faixas como "Excited", "Just Want To Know", "Imma Go", "Replaceable", "Celebrate" (com David Guetta) e "Positive" vazaram, entre outras, demonstrações não oficiais. Também houve rumores que Taio gravou singles com colaboração,"Second Chance", com Tinchy Stryder e "Cryin' Over You", com Nightcrawlers, eram esperados para a inclusão, no entanto, em uma entrevista, Cruz prometeu um álbum "engraçado" e "energético" e alegou que devido ao vazamento, nenhuma das faixas postadas no site seriam incluídas no álbum. Cruz afirmou: "É uma pena realmente, porque uma pessoa estragou-lo para todos os fãs. Eles poderiam ter tido um álbum repleto de 17, 18 faixas, e agora, eles estão ficando apenas onze por causa de um ato estúpido de tomfooolery." Durante a entrevista, Cruz também afirmou que o título do álbum tinha sido mudado, e agora o álbum foi intitulado "Troublemaker", após a faixa ser incluída no álbum. Em 4 de outubro de 2010, o single "Hangover" foi oficialmente lançado na Alemanha e nos Estados Unidos, e havia rumores de que havia uma versão solo da música, e que havia participações, no lançamento físico, e seria incluída como faixa bônus no álbum. No entanto, este rumores foram posteriormente anulados. No dia 7 de Outubro, o single "Troublemaker" estreou, no âmbito do título de um trabalho de "Troublemaker (Believe in Me Now)". Nesta época, o álbum foi disponibilizado para pré-venda e como tal, o título do álbum final, TY.O, foi revelado. Cruz, através de sua conta no Twitter, tomou a decisão de nomear o álbum TY.O depois que ele expressou seu aborrecimento com as  pessoas pelo constante pronunciamento errado de seu nome.

## Singles
O primeiro single do álbum é "Hangover", com participação no vocal do rapper Flo Rida, lançado em 4 de outubro de 2011 nos Estados Unidos e Alemanha, o vídeo estreou uma semana após o lançamento, no Youtube em 25 de setembro de 2011. O segundo single do álbum, "Troublemaker" foi lançado na França em 15 de agosto de 2011. Mais tarde foi confirmado como segundo single na Alemanha e foi lançado como em 9 de dezembro de 2011. Nos Estados Unidos foi lançado em 26 de dezembro, o single foi lançado no Reino Unido em 1º de janeiro de 2012 como primeiro single. A música "There She Goes" foi lançado em 20 de abril de 2012 como terceiro single global e conta com a participação do rapper Pitbull nos vocais.

## Faixas
| Edição padrão  |                                                 |                                                                               |                                                           |         |  |
| N.º            | Título                                          | Compositor(es)                                                                | Produtor(es)                                              | Duração |  |
| 1.             | "Hangover" (com Flo Rida)                       | Taio Cruz, Lukasz Gottwald, Henry Walter                                      | Dr. Luke, Cirkut                                          | 4:04    |  |
| 2.             | "Troublemaker"                                  | Taio Cruz, Steve Angello, Rami Yacoub, Carl Falk                              | RedOne & Jimmy Joker                                      | 3:39    |  |
| 3.             | "There She Goes" (com Pitbull)                  | Taio Cruz, RedOne, Armando Perez, Jimmy Joker,                                | RedOne & Jimmy Joker                                      | 3:46    |  |
| 4.             | "Shotcaller"                                    | Taio Cruz, Klas Åhlund, Sebastian Ingrosso, Steve Angello                     | Klas Åhlund, Sebastian Ingrosso, Steve Angello, Taio Cruz | 3:24    |  |
| 5.             | "Make It Last Forever"                          | Taio Cruz, Lukasz Gottwalrd, Ammar Malik, Henry Walter                        | Dr. Luke and Cirkut                                       | 3:48    |  |
| 6.             | "World In Our Hands"                            | Taio Cruz, Michel Zitron, Rami Yacoub, Carl Falk, Iain James                  | Carl Falk, Rami, Taio Cruz                                | 4:20    |  |
| 7.             | "Tattoo"                                        | Taio Cruz, Henry Walter and Lukasz Gottwald                                   | Dr. Luke and Cirkut                                       | 3:12    |  |
| 8.             | "Play"                                          | Taio Cruz, Rob Swire                                                          | Taio Cruz, Rob Swire                                      | 3:15    |  |
| 9.             | "You're Beautiful"                              | Taio Cruz                                                                     | Taio Cruz, Jason Gilbert                                  | 3:19    |  |
| 10.            | "Telling the World" (Versão de Ty.O)            | Taio Cruz, Alan Kasirye                                                       | Taio Cruz                                                 | 3:39    |  |
| 11.            | "Little Bad Girl" (com David Guetta & Ludacris) | Cruz, Christopher Bridges, David Guetta, Frédéric Riesterer, Giorgio Tuinfort | David Guetta, Giorgio Tuinfort, Frédéric Riesterer        | 3:12    |  |
| Duração total: | Duração total:                                  | Duração total:                                                                | Duração total:                                            | 39:07   |  |

| Edição de luxo |                                                 |                                                          |                                                    |         |  |
| N.º            | Título                                          | Compositor(es)                                           | Produtor(es)                                       | Duração |  |
| 12.            | "Second Chance" (com Tinchy Stryder)            | Taio Cruz, Fraser T Smith, Tinchy Stryder                | Taio Cruz, Fraser T. Smith                         | 3:28    |  |
| 13.            | "Crying Over You" (Nightcrawlers com Taio Cruz) | Taio Cruz, John Reid, Freemasons, Alan Kasiyre           | John Reid                                          | 3:51    |  |
| 14.            | "Celebrate" (com David Guetta)                  | Cruz, David Guetta, Giorgio Tuinfort, Frédéric Riesterer | David Guetta, Giorgio Tuinfort, Frédéric Riesterer | 4:18    |  |
| 15.            | "Just Want to Know"                             | Cruz, Lukasz Gottwald, Henry Walter                      | Dr. Luke                                           | 4:12    |  |
| 16.            | "Excited"                                       | Cruz, Rob Swire                                          | Cruz, Rob Swire                                    | 3:11    |  |
| 17.            | "Replaceable"                                   | Cruz, Jason Gilbert                                      | Cruz, Jason Gilbert                                | 3:42    |  |

## Posições
| Tabelas musicais (2011)         | Melhores posições |
| ------------------------------- | ----------------- |
| Alemanha — Media Control Charts | 28                |
| Austrália — ARIA Charts         | 97                |
| Austria — Ö3 Austria Top 40     | 36                |
| Holanda — MegaCharts            | 100               |
| Polônia — Polish Albums Chart   | 69                |
| Suiça — Swiss Music Charts      | 15                |

## Histórico de lançamento
| País           | Data                   | Formato              |
| -------------- | ---------------------- | -------------------- |
| Alemanha       | 2 de dezembro de 2011  | CD, download digital |
| Portugal       | 2 de dezembro de 2011  | download digital     |
| Polónia        | 2 de dezembro de 2011  | download digital     |
| Austrália      | 5 de dezembro de 2011  | download digital     |
| Canadá         | 5 de dezembro de 2011  | download digital     |
| Estados Unidos | 6 de dezembro de 2011  | CD, download digital |
| Brasil         | 15 de dezembro de 2011 | CD, download digital |
| Irlanda        | 2 de janeiro de 2012   | download digital     |
| Reino Unido    | 9 de janeiro de 2012   | download digital     |